# Akwarium ramowe
Akwarium ramowe – jeden z najstarszych typów akwarium, bardzo popularny w XX wieku.
W ramie z kątowników stalowych lub aluminiowych osadzone są szyby. Między ramę a szybę wprowadza się materiał uszczelniający np. klej silikonowy (w starszych akwariach był to kit szklarski). Obecnie akwaria ramowe są mało popularne, gdyż pod koniec XX wieku na rynku pojawiły się tańsze rozwiązania, w których tafle szkła sklejane są bezpośrednio ze sobą klejem silikonowym – bez metalowej konstrukcji wzmacniającej. Zastosowanie starszej, droższej technologii ogranicza się obecnie jedynie do dużych zbiorników (powyżej 500 litrów) oraz do akwariów specjalnego przeznaczenia.